# Tor (Alins)
Tor es un pequeño pueblo del Pirineo catalán, pertenece administrativamente al término municipal de Alins, en la comarca del Pallars Sobirá. Este pueblo hace frontera con Andorra.
Está situado en el lugar más alejado y solitario de la Vall Ferrera, al extremo noroeste de la comarca, en la confluencia de dos barrancos; el Río de la Rabassa y el Barranco de Vallpeguera, a partir de la unión de ambos se forma la Noguera de Tor.  
Tor está situado al fondo de un valle que se ensancha justo en el lugar donde se encuentra el pueblo. Está bajo una pequeña montaña conocida como el Roc de Sant Pere y enmarcada por las altas montañas como el Pico de Sanfonts (de 2.882,4 metros de altitud) que separan el valle de Vall Ferrera de los valles de Andorra. 
Es uno de los pueblos situados a más altitud de España. Se llega por una pista de montaña asfaltada de 12 kilómetros que arranca del extremo norte de la villa de Alins; la pista resigue la valle de la Noguera de Tor, y hace muchos años la pista, en no muy buen estado, acababa en el pueblo. Actualmente, el acceso se ha mejorado, y el camino hacia Tor continúa por el camino conocido como Camí del Pal hacia el Puerto de Cabús, lugar por donde se entra a Andorra. De todas maneras, el último tramo, al no estar asfaltado, es de tráfico poco recomendado para según qué vehículos en las épocas más húmedas, sobre todo cuando nieva.
El pueblo tiene la iglesia parroquial de Sant Pere. Encima del pueblo, en el lugar donde había la Força de Tor (un castillo medieval) hay los restos de la iglesia románica de Sant Pere de la Força, o del Roc, y a bastante distancia al norte, la capilla de Sant Ambròs de Tor.

## Etimología
Según Joan Coromines, Tor no procede de una variante antigua dialectal de la palabra común "torre", sino de un etimología iberobasco con una sola erre, como indica el gentilicio de los de Tor: toredà. El significado que atribuye tiene que ver con la palabra cerro. Por lo tanto, este sería el significado del nombre del pueblo.

## Geografía
Situado al fondo de un valle a los límites con Andorra y el Alto Urgel, Tor tuvo un papel importante en la historia medieval de los condados de Urgel y de Pallars. Es un pueblo pequeño, con las casas esparcidas en una plana de montaña a los pies de la montaña de Roc de Sant Pere, donde estuvo situada la fortaleza de la Força de Tor y la iglesia de Sant Pere de la Força, o del Roc, la mayoría a la derecha de la Noguera de Tor.

## Historia

### Edad Moderna
En el fogaje del 1553, Tor declara un fuego eclesiástico y seis de laicos, unos 35 habitantes.
El ayuntamiento de Tor fue creado el 1812, a raíz de las leyes promulgadas a partir de la Constitución de Cádiz y la reforma de todo el estado que se emprendió, y fue suprimido el 1927, con su incorporación al municipio de Alins.
El Diccionario geográfico... de Pascual Madoz referenciaba Tor como una localidad con ayuntamiento situada en una pequeña plana, rodeada por montañas muy altas, y con vientos del sur y norteño. El clima era muy frío, y se sufrían reumas crónicas y muchas inflamaciones. En aquel momento la villa tenía 5 casas y la iglesia parroquial de Sant Pere, servida por un rector de nombramiento ordinario. En el término había varias fuentes de aguas minerales y ferruginosas. Describía el término como montañoso, con zonas planas y otras de montañosas y despobladas. Antaño pasaba el camino real que se dirige a Andorra, actualmente en muy mal sido. Se  producía trigo, centeno, cebada, patatas, legumbres, y un poco de hortalizas, además de pastos. Se criaba todo tipo de ganado. La caza era de perdices, liebres, rebecos y aves de paso, y se pescaban truchas y anguilas. Había dos molinos de harina, y la cría de ganado generaba un comercio bastante importante. Formaban la población 5 vecinos (jefes de casa) y 26 almas (resto de habitantes).
En el censo del 1857 Tor aparecía con 78 habitantes y 12 cédulas personales inscritas.
Alcaldes:
- Josep Babot (1898 - 1899)

La entidad local menor de Besan fue suprimida por Decreto el 19 de diciembre del 1958.

#### Conflicto de la Montaña de Tor
El pueblo se ha hecho famoso por una truculenta historia sobre la propiedad de la montaña, conflicto que hace un siglo que dura y que ya ha provocado tres asesinatos. El valor de esta montaña viene dado por su situación estratégica, puesto que es uno de los pasos entre Andorra y el Pallars Sobirá pasando por el Puerto de Cabús a 2.301 metros de altitud, y también por el hecho que en la vertiente andorrana se encuentran las estaciones de esquí de Pal y Arinsal que forman el complejo Vallnord.
Por lo tanto, aparte de la lucha por la propiedad de la montaña, antiguamente por la explotación de la madera, se tiene que añadir la lucha por su uso entre las empresas con aspiraciones inmobiliarias que veían la zona como la prolongación natural de las estaciones de esquí antes citadas y los contrabandistas que utilizaban el puerto por el contrabando, sobre todo de tabaco. No deja de ser curioso el hecho que el paso en la parte andorrana consiste en una carretera de 7 metros de anchura perfectamente asfaltada que finaliza en la pista sin asfaltar de la parte pallaresa.
De estas conspiraciones y luchas que culminaron en los tres asesinatos, se  han hecho muchos reportajes y estudios. destacan el reportaje que  hizo el programa 30 minuts de Tv3 y el libro que salió a raíz de este reportaje: Tor: trece casas y tres muertos, de Carles Porta.
La propiedad de la montaña ha ido cambiando de manos en función de las diferentes resoluciones que iban emitiendo los diferentes juzgados competentes. Primero pasó a ser propiedad de Josep Montané y Barón, también conocido públicamente como "Sansa"; después fue terreno comunal, y finalmente, una vez agotada la vía judicial, la propiedad ha vuelto a caer en manos de  la "Societat de Conduenyos de la Montanya de Tor", sociedad que fue fundada en 1896 por las trece familias que habitaban en el pueblo y que actualmente forman sus sucesores.